# Дрејн (Орегон)
Дрејн (енгл. Drain) град је у америчкој савезној држави Орегон.

## Демографија
По попису из 2010. године број становника је 1.151, што је 130 (12,7%) становника више него 2000. године.
| Група             | 2000.       | 2010.         |
| Белци             | 902 (88,3%) | 1.036 (90,0%) |
| Афроамериканци    | 1 (0,1%)    | 2 (0,2%)      |
| Азијати           | 5 (0,5%)    | 3 (0,3%)      |
| Хиспаноамериканци | 34 (3,3%)   | 51 (4,4%)     |
| Укупно            | 1.021       | 1.151         |